# Débarquement sur Long Island
Pendant la campagne de la péninsule de Huon de la Seconde Guerre mondiale
Le débarquement sur Long Island dans le territoire de la Nouvelle-Guinée fait partie de la campagne de la péninsule de Huon, une série d'opérations qui constituent l'opération Cartwheel, la campagne du général Douglas MacArthur pour encercler la principale base japonaise de Rabaul. 
Située à l'extrémité nord du détroit de Vitiaz, Long Island est un point d'escale important pour les barges japonaises se déplaçant entre Rabaul et Wewak jusqu'au 26 décembre 1943, date à laquelle une force de 220 soldats australiens et américains est débarquée sur l'île. L'île n'est pas occupée par les Japonais au moment du débarquement et aucun combat n'aura lieu. À l'époque, l'opération représente la plus grande avancée alliée dans le territoire sous contrôle japonais. L'île sera développé en une station radar.